# Gaddi annaram
Gaddi annaram é uma vila no distrito de Rangareddi, no estado indiano de Andhra Pradesh.

## Demografia
Segundo o censo de 2001, Gaddi annaram tinha uma população de 53 622 habitantes. Os indivíduos do sexo masculino constituem 52% da população e os do sexo feminino 48%. Gaddi annaram tem uma taxa de literacia de 81%, superior à média nacional de 59,5%: a literacia no sexo masculino é de 85% e no sexo feminino é de 76%. Em Gaddi annaram, 11% da população está abaixo dos 6 anos de idade.